# (135991) Danarmstrong
(135991) Danarmstrong est un astéroïde de la ceinture principale.

## Description
(135991) Danarmstrong est un astéroïde de la ceinture principale. Il fut découvert le 31 octobre 2002 à Las Cruces par David S. Dixon. Il présente une orbite caractérisée par un demi-grand axe de 2,62 UA, une excentricité de 0,18 et une inclinaison de 11,8° par rapport à l'écliptique.